# ホベルト・ジュリオ・デ・フィゲイレド
ホベルトことホベルト・ジュリオ・デ・フィゲイレド（Roberto Julio de Figueiredo, 1979年2月20日 - ）は、ブラジル出身の元プロサッカー選手。ポジションはミッドフィールダー（ボランチ）である。

## 来歴
AAポンチ・プレッタでプロキャリアをスタート。
2004年にアビスパ福岡へ加入し、豊富な運動量と気迫溢れるプレーで中盤を掌握。2005年は度々キャプテンマークを巻いて試合に臨み、J2準優勝及びJ1昇格に貢献した。2006年は正式にクラブ初となる外国人キャプテンを務めた。2007年も福岡との契約を結び、2月に発表された同年の新体制にも選手として名を連ねていたが、新監督のピエール・リトバルスキーは、キャンプにおいて「（福岡には）左サイドバックをできる日本人選手がいない」と判断し、急遽新外国籍選手の獲得を決め、外国籍選手枠に空きを作るために ホベルトを放出。登録を抹消された（この後、オーストラリア人 DFアルビン・チェッコリを獲得）。帰国時には福岡空港に退団を惜しむ100人以上のサポーターが詰め掛け、福岡での人気の高さを示した。その後は無所属のままブラジルで調整を続けていた。
2007年7月、守備再建を図る大分トリニータへ加入。MFエジミウソンとボランチでコンビを組み、対人の強さを発揮。ブランクを感じさせず中盤の底からチームを引っ張った。2008年には優れた危険察知とバイタルエリアのスペース管理で バランスの取れるハードワーカーとして チームを統率し、エジミウソンと共に堅守を構築した。同年のナビスコ杯ではMVP級の働きで クラブ初タイトル獲得に大きく貢献。
2009年も好プレーを見せていたが、同年4月のJ1第6節神戸戦において右膝内側側副靱帯を断裂し、治療に専念するため同月末に帰国。ホベルト不在の大分は深刻な不振に見舞われ、同年7月にクラブはFWフェルナンジーニョを緊急補強。外国籍選手枠の兼ね合いによってホベルトは籍を大分に残したまま、フェルナンジーニョとの入れ替わりで出場選手登録を抹消された。この時点では復帰の目処が立っていないとされていたが 8月上旬に再訪日し、練習にも参加。同月大分では、FWウェズレイが突如現役引退を表明し 外国籍選手枠に空きが出たことから、ホベルトの再登録を図ったが、Jリーグにおいては登録抹消済の選手について同一シーズン中の再登録を認めていなかったため断念。翌2010年の仮契約を結んだものの、2009年シーズン終了までは他クラブでのプレーを余儀なくされた。
2009年8月末にサガン鳥栖へ期限付き移籍し、ボランチで攻守の中心として活躍。中盤のバランスを整え攻撃の起点を作る ホベルトの加入によって、鳥栖は守備の安定感と攻撃の力強さを増し、リーグ終盤のJ1昇格争いへ向けて勢いづいた。2010年1月、契約満了により鳥栖を退団。また、大分は経営難に陥っており、人件費縮小のためホベルトとの契約を解除。同年のJリーグ開幕後も無所属となっていた。
2010年5月、前年まで鳥栖を率いていた岸野靖之が監督を務める横浜FCへ加入。持ち前の高い守備力 に加え、パスの流れを円滑にする絶妙なポジション取りでチームの力を引き出した。
2011年、FC東京へ完全移籍。キャンプ中盤までは主力の一角に入り強い存在感を放っていたが、右膝負傷のため同年4月に帰国。その後の再合流には至らず公式戦出場は1試合に留まった。同年11月、契約解除に合意し退団。
2012年1月に訪日し、横浜FCの練習に参加。復調が認められたため、2月末になって同クラブへ再加入した。第1節からフル出場したものの、負傷の影響が残っていたために再離脱。懸命のリハビリを続けたが、思うように回復しなかったことから同年6月限りで現役を引退した。そして7月に引退セレモニーが開催された。

## 所属クラブ
- 1998年 - 2003年  AAポンチ・プレッタ
- 2004年 - 2007年2月  アビスパ福岡
- 2007年7月 - 2009年  大分トリニータ
  - 2009年8月 - 2009年12月  サガン鳥栖 (レンタル移籍)
- 2010年5月 - 2010年12月  横浜FC
- 2011年 - 同年11月  FC東京
- 2012年 - 同年6月  横浜FC

## 個人成績
| 国内大会個人成績 | 国内大会個人成績 | 国内大会個人成績 | 国内大会個人成績 | 国内大会個人成績 | 国内大会個人成績          | 国内大会個人成績 | 国内大会個人成績 | 国内大会個人成績 | 国内大会個人成績 | 国内大会個人成績 | 国内大会個人成績 |
| 年度             | クラブ           | 背番号           | リーグ           | リーグ戦         | リーグ戦                  | リーグ杯         | リーグ杯         | オープン杯       | オープン杯       | 期間通算         | 期間通算         |
| 年度             | クラブ           | 背番号           | リーグ           | 出場             | 得点                      | 出場             | 得点             | 出場             | 得点             | 出場             | 得点             |
| ブラジル         | ブラジル         | ブラジル         | ブラジル         | リーグ戦         | リーグ戦                  | ブラジル杯       | ブラジル杯       | オープン杯       | オープン杯       | 期間通算         | 期間通算         |
| ---------------- | ---------------- | ---------------- | ---------------- | ---------------- | ------------------------- | ---------------- | ---------------- | ---------------- | ---------------- | ---------------- | ---------------- |
| 1998             | ポンチプレッタ   |                  |                  | 10               | 0                         |                  |                  |                  |                  |                  |                  |
| 1999             | ポンチプレッタ   |                  |                  | 17               | 0                         |                  |                  |                  |                  |                  |                  |
| 2000             | ポンチプレッタ   |                  |                  | 5                | 0                         |                  |                  |                  |                  |                  |                  |
| 2001             | ポンチプレッタ   |                  |                  | 19               | 0                         |                  |                  |                  |                  |                  |                  |
| 2002             | ポンチプレッタ   |                  |                  | 23               | 0                         |                  |                  |                  |                  |                  |                  |
| 2003             | ポンチプレッタ   |                  |                  | 32               | 0                         |                  |                  |                  |                  |                  |                  |
| 日本             | 日本             | 日本             | 日本             | リーグ戦         | リーグ戦                  | リーグ杯         | リーグ杯         | 天皇杯           | 天皇杯           | 期間通算         | 期間通算         |
| 2004             | 福岡             | 8                | J2               | 30               | 2                         | -                | -                | 2                | 2                | 32               | 4                |
| 2005             | 福岡             | 8                | J2               | 36               | 3                         | -                | -                | 0                | 0                | 36               | 3                |
| 2006             | 福岡             | 8                | J1               | 31               | 0                         | 3                | 0                | 1                | 1                | 35               | 1                |
| 2007             | 大分             | 3                | J1               | 11               | 0                         | -                | -                | 1                | 0                | 12               | 0                |
| 2008             | 大分             | 3                | J1               | 29               | 1                         | 9                | 1                | 0                | 0                | 38               | 2                |
| 2009             | 大分             | 3                | J1               | 5                | 0                         | 0                | 0                | -                | -                | 5                | 0                |
| 2009             | 鳥栖             | 28               | J2               | 13               | 1                         | -                | -                | 1                | 0                | 14               | 1                |
| 2010             | 横浜FC           | 3                | J2               | 20               | 1                         | -                | -                | 2                | 0                | 22               | 1                |
| 2011             | FC東京           | 16               | J2               | 1                | 0                         | -                | -                | 0                | 0                | 1                | 0                |
| 2012             | 横浜FC           | 3                | J2               | 2                | 0                         | -                | -                | -                | -                | 2                | 0                |
| 通算             | ブラジル         | ブラジル         |                  | 106              | 0\|\|\|\|\|\|\|\|\|\|\|\| |                  |                  |                  |                  |                  |                  |
| 通算             | 日本             | 日本             | J1               | 76               | 1                         | 12               | 1                | 2                | 1                | 90               | 3                |
| 通算             | 日本             | 日本             | J2               | 102              | 7                         | -                | -                | 5                | 2                | 107              | 9                |
| 総通算           | 総通算           | 総通算           | 総通算           | 284              | 8\|\|\|\|\|\|\|\|\|\|\|\| |                  |                  |                  |                  |                  |                  |

その他の公式戦
- 2004年
  - J1・J2入れ替え戦 2試合0得点
- 2006年
  - J1・J2入れ替え戦 2試合0得点
- 2009年
  - パンパシフィックチャンピオンシップ 2試合0得点

出場歴
- 2004年03月13日：J2初出場 - J2第1節 vsモンテディオ山形戦 (博多の森球技場)
- 2004年10月16日：J2初得点 - J2第38節 vsコンサドーレ札幌戦 (同上)
- 2006年03月05日：J1初出場 - J1第1節 vsジュビロ磐田 (静岡スタジアム エコパ)
- 2008年04月20日：J1初得点 - J1第7節 vsジュビロ磐田 (ヤマハスタジアム(磐田))
- 2011年03月05日：J2・100試合出場 - J2第1節 vsサガン鳥栖 (味の素スタジアム)

## タイトル

### クラブ
大分トリニータ
- ナビスコカップ：1回（2008年）

### 個人
- Jリーグ優秀選手賞（2008年）